# The Sacrilege Of Fatal Arms
The Sacrilege of Fatal Arms es el quinto álbum de estudio de la banda de rock gótico progresivo Devil Doll, y el cuarto lanzado oficialmente. Constituye la banda sonora original de la película del mismo nombre, que fue escrita y dirigida por Mr. Doctor.
| N.º | Título                        | Duración |  |
| 1.  | «The Sacrilege Of Fatal Arms» | 79:05    |  |

## Formación

### Alineación oficial
- Mr. Doctor - Vocales
- Francesco Carta - Piano
- Roberto Dani - Batería
- Sasha Olenjuk - Violín
- Bor Zuljan - Guitarra
- Davor Klaric - Teclados
- Michel Fantini Jesurum - Órgano

### Invitados
- Damir Kamidoullin - Celo
- Matej Kovacic - Acordeón
- Paolo Zizich - Dueto con Mr. Doctor
- Devil Chorus, conducido por Marian Bunic, y formado por:
  - Paolo Zizich
  - Marian Bunic
  - Polona Sever
  - Beti Strencan
  - Breda Bunic
  - Gregor Oblak
  - Jure Strencan
  - Boris Kurent
  - Mojca Sojer
  - Mr. Doctor

- Datos: Q3989122